# 首相動静
首相動静（しゅしょうどうせい）とは、日本の主要新聞に掲載されている内閣総理大臣の動向に関する記事のこと。

## 概要
日本では内閣総理大臣が自宅外出、内閣総理大臣官邸での執務、国会審議対応、視察訪問、政権ブレーン・与野党政治家・ジャーナリスト・外国政府要人など重要人物との公式会談、メディア取材会見、プライベート色が強い外出、自宅への帰宅などが、分単位の時間で全て記録されて主要新聞に掲載されることによって、前日の行動が毎日公開されている。ただし、海外滞在時は「現地時間○日」午前、午後のみで時間は掲載されない。
「首相動静」によって、内閣総理大臣がいつ・誰と会って・何分対談をしたか、を知ることができ、それによって対談した重要人物との首相とのポジションや政策決断の時期などを推測することができる。
なお、朝日新聞と時事通信は「首相動静」という記事名であるが、独自の記事名を使用する報道機関もある。例えば、産経新聞は「○○日誌」（○○は首相の苗字）、読売新聞は「○○首相の一日」（○○は首相の苗字）、毎日新聞は「首相日々」、日本経済新聞は「首相官邸」、日本放送協会（NHK）は「総理、きのう何してた?」という記事名である。記事の中身は概ね同じであるが、日によって細かい相違点が存在するケースもある。
衆議院議員総選挙後や与党の党首選挙後などで、次期首相となることが予定されている人物がいる場合には、次期内閣総理大臣の動静についても併せて報じられることが多い。
内閣総理大臣を退任する日は、内閣総理大臣指名選挙が行われる衆議院本会議まで掲載される。
また、一部の地方新聞では発行地域の知事や市町村長の動静も合わせて掲載することがある。

## 歴史
元NHK会長で、池田勇人元首相の総理番記者を務めた海老沢勝二によれば、総理番のはじまりは戦前の首相、原敬が暗殺されたり、浜口雄幸が襲撃されたことがきっかけだという。政治記者の型を作ったと言われる野村秀雄が、総理に記者がつく「総理番」や「首相動静」を伝えることをはじめたとされる。1970年代になると各新聞社が「永田町（朝日新聞）」「首相官邸（日経新聞）」などの題で首相動静を報じるようになった。総理が官邸から移動する時は、総理の車の列に共同通信と時事通信の記者一人ずつが乗った車が代表取材として加わり、動静を各社で共有することになっている。1967年6月末に報道12社の編集局長が代表取材とすることに合意したのがはじまりだが、これは総理を追いかける車でたびたび事故が起きたことが理由である。